# Tatabánya Mustangs 2019
Questa voce raccoglie le informazioni riguardanti i Tatabánya Mustangs nelle competizioni ufficiali della stagione 2019.

## Maschile

### Divízió II 2019

#### Stagione regolare
| 17 marzo 2019 1ª giornata | Tatabánya Mustangs | 22 – 20 | Rebels Oldboys |  |

| 31 marzo 2019 3ª giornata | Tatabánya Mustangs | 44 – 0 | VSD Rangers |  |

| 7 aprile 2019 4ª giornata | Tatabánya Mustangs | 46 – 12 | Kaposvár Hornets |  |

| 12 maggio 2019 7ª giornata | Tatabánya Mustangs | 50 – 0 | Szombathely Crushers 2 |  |

| 26 maggio 2019 9ª giornata | Miskolc Renegades | 29 – 30 | Tatabánya Mustangs |  |

| 16 giugno 2019 12ª giornata | Jászberény Wolverines | 0 – 51 | Tatabánya Mustangs |  |

#### Playoff
| 30 giugno 2019 Semifinale | Tatabánya Mustangs | 45 – 0 | VSD Rangers |  |

| 13 luglio 2019 Duna Bowl | Tatabánya Mustangs | 38 – 40 | Miskolc Renegades |  |

### Statistiche di squadra
| Competizione      | %Vittorie | In casa | In casa | In casa | In casa | In casa | In casa | In trasferta | In trasferta | In trasferta | In trasferta | In trasferta | In trasferta | Totale | Totale | Totale | Totale | Totale | Totale |
| Competizione      | %Vittorie | G       | V       | N       | P       | Pf      | Ps      | G            | V            | N            | P            | Pf           | Ps           | G      | V      | N      | P      | Pf     | Ps     |
| ----------------- | --------- | ------- | ------- | ------- | ------- | ------- | ------- | ------------ | ------------ | ------------ | ------------ | ------------ | ------------ | ------ | ------ | ------ | ------ | ------ | ------ |
| Stagione regolare | 1.000     | 4       | 4       | 0       | 0       | 162     | 32      | 2            | 2            | 0            | 0            | 81           | 29           | 6      | 6      | 0      | 0      | 243    | 61     |
| Playoff           | .500      | 2       | 1       | 0       | 1       | 83      | 40      | 0            | 0            | 0            | 0            | 0            | 0            | 2      | 1      | 0      | 1      | 83     | 40     |
| Totale            | .875      | 6       | 5       | 0       | 1       | 245     | 72      | 2            | 2            | 0            | 0            | 81           | 29           | 8      | 7      | 0      | 1      | 286    | 101    |